# Riley Pickrell
Riley Pickrell, né le 16 août 2001 à Victoria, est un coureur cycliste canadien.

## Biographie
Riley Pickrell a d'abord pratiqué le hockey sur glace dans sa jeunesse,. Il commence le cyclisme en 2014.

## Palmarès sur route

### Par année
- 2018
  -  Champion du Canada du critérium juniors
  - 1re, 4e et 6e étapes du Tour de l'Abitibi
- 2019
  - 3eb étape du Tour de l'Abitibi
- 2022
  - 4e étape du Tour d'Italie espoirs
  - 3e du championnat du Canada sur route espoirs
- 2023
  - Gastown Grand Prix
  - 2e étape du Tour de l'Avenir
- 2024
  - 2e étape (a) du Sibiu Cycling Tour
- 2025
  - 1re étape (a) du Sibiu Cycling Tour

### Résultats sur les grands tours

#### Tour d'Italie
1 participation
- 2024 : non-partant (6e étape)

### Classements mondiaux
| Année                                 | 2021  | 2022  | 2023 | 2024 |
| ------------------------------------- | ----- | ----- | ---- | ---- |
| Classement mondial                    | 2718e | 1970e | 757e | 958e |
| UCI America Tour                      | 477e  | 312e  | nc   | nc   |
|                                       |       |       |      |      |
| Légende : nc = non classéSource : UCI |       |       |      |      |

## Palmarès sur piste

### Championnats nationaux
- 2018
  -  Champion du Canada du kilomètre juniors
  -  Champion du Canada de keirin juniors
  -  Champion du Canada de vitesse par équipes juniors (avec Tyler Davies et Ethan Ogrodniczuk)
  -  Champion du Canada de vitesse juniors